# Ятрышник обезьяний
Ятры́шник обезья́ний (лат. Órchis simia) — многолетнее травянистое растение рода Ятрышник (Orchis) семейства Орхидные (Orchidaceae).

## Краткое описание

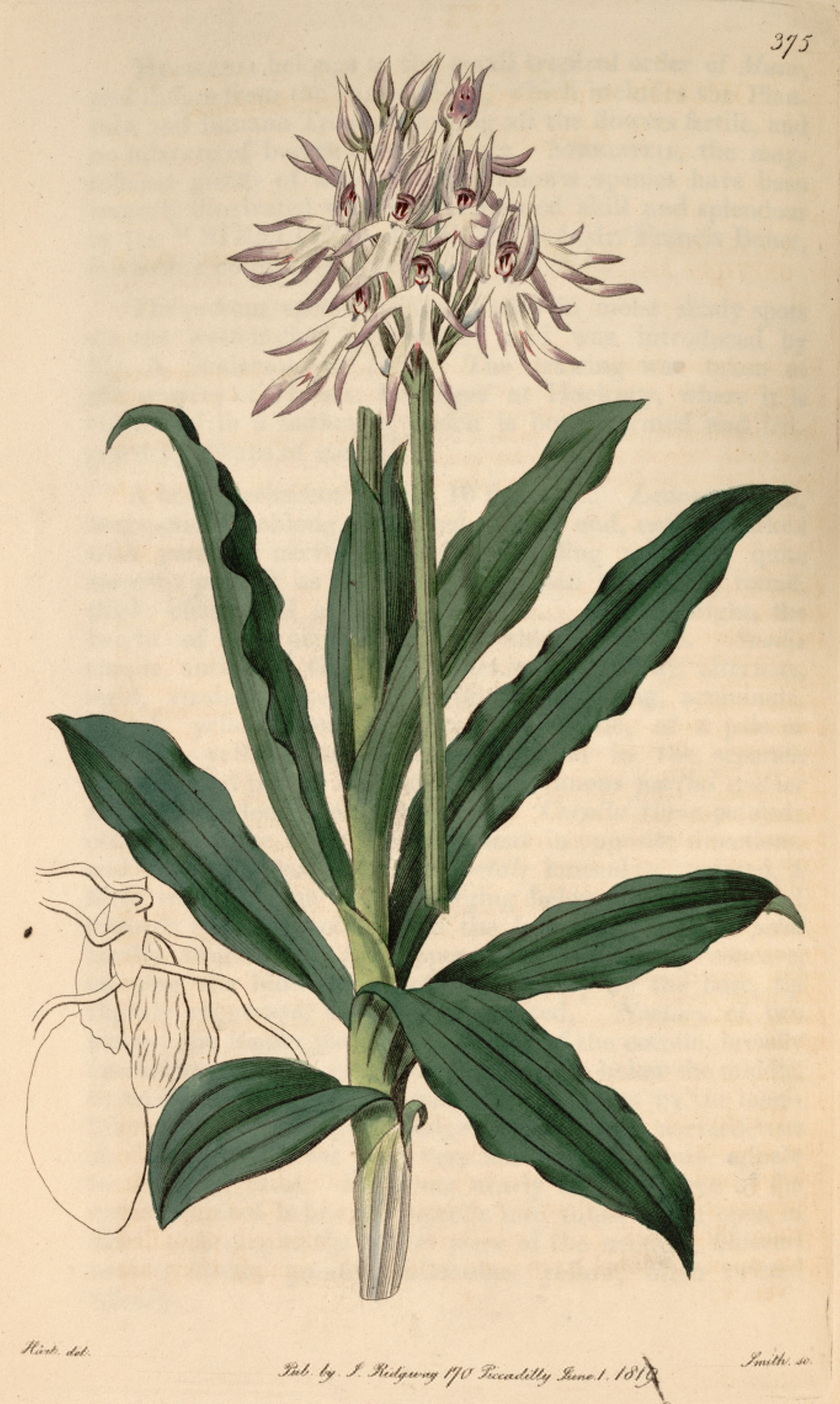
Ботаническая иллюстрация Designer:M. Hart - Engraver: Smith из журнала «The botanical register», том 5, стр. 375, 1819 год

Травянистое многолетнее клубневое растение высотой 20—40(45) см.
Клубень яйцевидный или эллипсоидальный.
На стебле развивается 3—5 листьев длиной (5,5)10—15 см и шириной (2)3—3,5(5) см, продолговато-ланцетных, тупых или туповато-заострённых, к основанию суженных. Выше их на стебле 2—3 влагалищных, объемлющих его листа.
Соцветие — густой, многоцветковый, яйцевидный, короткий, 3—7(8) см длиной и 3—4 см шириной колос.

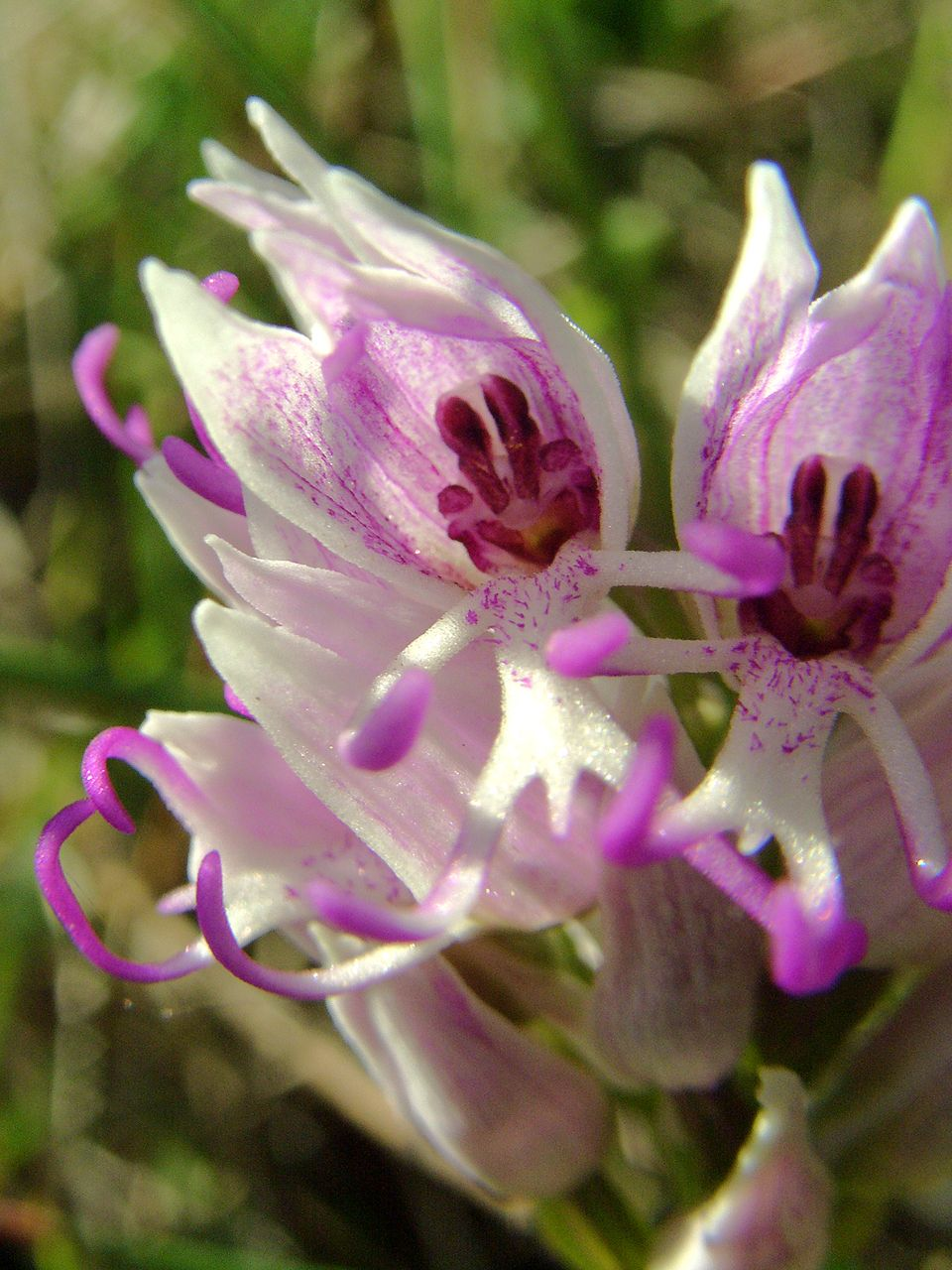
Цветок, Франция

Прицветники беловатые, (1,25)2—3(4) мм длиной, намного короче завязи, яйцевидные или яйцевидно-ланцетные, заострённые, беловатые. Наружные листочки околоцветника светло-серовато-фиолетовые или светло-серовато-пурпурные, у основания спаянные, яйцевидно-ланцетные, сильно заострённые, с тремя жилками, 1—1,4 см длиной, боковые неравнобокие. Два внутренних лепестка околоцветника линейные, заострённые, с одной жилкою, почти белые, немного короче наружных. Губа бледно-пурпурная или светло-розовая, средняя её доля до места разделения на конечные лопасти более бледная с пурпурными крапинками; у основания с двумя узколинейными изогнутыми боковыми долями, до 7,5 мм длины; Средняя доля губы продоговато-линейная, разделена на две длинные (до 11 мм длиной), узколинейные, изогнутые лопасти, с шиловидным зубчиком до 2—3 мм длиной в выемке между ними; длина всей губы 1,4—1,5 см. Шпора тупая, цилиндрическая, намного короче завязи, 4—5 мм длиной и около 1,5—1,75 мм толщиной, вниз направленная и едва согнутая. Завязь скрученная. Цветёт в апреле — мае.
Плодоносит в июне. Размножается семенами.

## Распространение
Ятрышник обезьяний широко распространён от Южной, Западной Европы и Северной Африки до Ирана; на территории бывшего СССР — на Кавказе, во всех районах, кроме Дагестана, в Крыму, в горной Туркмении (Копетдаг).
Растёт в светлых лесах, кустарниках, на лесных полянах нижнего, реже среднего горного пояса до высоты 1500 м над уровнем моря.
Числится в Красной книге России — категория III (редкий вид).
Растение не образует сплошных зарослей, встречается спорадически, многие популяции уничтожены.

## Практическое использование
Клубни идут на приготовление салепа, используемого в отечественной фармакопее.
Выращивается в качестве декоративного растения.

## Лимитирующие факторы и меры охраны
Сбор цветущих растений, повышенное рекреационное воздействие, нарушение естественных мест обитания. Необходимо установить контроль за состоянием популяций, организовать микрозаказники на хребте Маркотх, запретить сбор и выкопку растений.

## Ботаническая классификация

### Синонимы
По данным The Plant List на 2013 год, в синонимику вида входят:
- Orchis linearis Tourlet
- Orchis smithii Sweet
- Orchis tephrosanthos Vill.
- Orchis zoophora Thuill.
- Strateuma militaris Salisb.